# Lijst van voetbalinterlands Mali - Zimbabwe
Deze lijst van voetbalinterlands is een overzicht van alle officiële voetbalwedstrijden tussen de nationale teams van Mali en Zimbabwe. De landen hebben tot op heden zeven keer tegen elkaar gespeeld. De eerste wedstrijd, een kwalificatiewedstrijd voor de Afrika Cup 2004, vond plaats op 8 september 2002 in Harare. Het laatste duel, een groepswedstrijd tijdens het African Championship of Nations 2020, werd gespeeld in Douala (Kameroen) op 24 januari 2021.

## Wedstrijden
| № | Plaats   | Datum            | Competitie                           | Wedstrijd       | Uitslag |
| - | -------- | ---------------- | ------------------------------------ | --------------- | ------- |
| 1 | Harare   | 8 september 2002 | Afrika Cup 2004 kwalificatie         | Zimbabwe − Mali | 1 − 0   |
| 2 | Bamako   | 22 juni 2003     | Afrika Cup 2004 kwalificatie         | Mali − Zimbabwe | 0 − 0   |
| 3 | Bamako   | 26 maart 2011    | Afrika Cup 2012 kwalificatie         | Mali − Zimbabwe | 1 − 0   |
| 4 | Harare   | 5 juni 2011      | Afrika Cup 2012 kwalificatie         | Zimbabwe − Mali | 2 − 1   |
| 5 | Kaapstad | 25 januari 2014  | African Championship of Nations 2014 | Mali − Zimbabwe | 1 − 2   |
| 6 | Gisenyi  | 23 januari 2016  | African Championship of Nations 2016 | Zimbabwe − Mali | 0 − 1   |
| 7 | Douala   | 24 januari 2021  | African Championship of Nations 2020 | Zimbabwe − Mali | 0 − 1   |

## Samenvatting
| Competitie                      | Totaal gespeeld | Winst Mali | Gelijk | Winst Zimbabwe | Doelsaldo Mali – Zimbabwe |
| ------------------------------- | --------------- | ---------- | ------ | -------------- | ------------------------- |
| Afrika Cup-kwalificatie         | 4               | 1          | 1      | 2              | 2 − 3                     |
| African Championship of Nations | 3               | 2          | 0      | 1              | 3 − 2                     |
| Totaal                          | 7               | 3          | 1      | 3              | 5 − 5                     |

FMF · A-internationals · Bondscoaches · Malinees vrouwenelftal · Olympisch elftal
1960 – 1969 · 
1970 – 1979 · 
1980 – 1989 · 
1990 – 1999 · 
2000 – 2009 · 
2010 – 2019 · 
2020 – 2029
OS 2004
1962 · 
1963 · 
1964 · 
1965 · 
1966 · 
1967 · 
1968 · 
1969 · 
1970 · 
1971 · 
1972 · 
1973 · 
1974 · 
1975 · 
1976 · 
1977 · 
1978 · 
1979 · 
1980 · 
1981 · 
1982 · 
1983 · 
1984 · 
1985 · 
1986 · 
1987 · 
1988 · 
1989 · 
1990 · 
1991 · 
1992 · 
1993 · 
1994 · 
1995 · 
1996 · 
1997 · 
1998 · 
1999 · 
2000 · 
2001 · 
2002 · 
2003 · 
2004 · 
2005 · 
2006 · 
2007 · 
2008 · 
2009 · 
2010 · 
2011 · 
2012 · 
2013 · 
2014 ·
2015 ·
2016 ·
2017 ·
2018 ·
2019 ·
2020 ·
2021 ·
2022 ·
2023 ·
2024
Algerije · 
Angola · 
Benin · 
Botswana · 
Burkina Faso ·
Burundi · 
Centraal-Afrikaanse Republiek ·
China · 
Comoren ·
Congo-Brazzaville · 
Congo-Kinshasa · 
DDR · 
Egypte · 
Equatoriaal-Guinea · 
Eritrea · 
Ethiopië ·
Gabon · 
Gambia · 
Ghana · 
Guinee · 
Guinee-Bissau · 
Iran · 
Ivoorkust · 
Japan ·
Kaapverdië · 
Kameroen · 
Kenia · 
Koeweit · 
Kroatië ·
Liberia · 
Libië · 
Litouwen · 
Madagaskar · 
Malawi · 
Marokko ·
Mauritanië ·
Mozambique ·
Namibië ·
Niger ·
Nigeria ·
Noord-Korea ·
Oeganda ·
Oman ·
Qatar ·
Rwanda ·
Saoedi-Arabië ·
Senegal ·
Seychellen ·
Sierra Leone ·
Soedan ·
Swaziland ·
Togo ·
Tsjaad ·
Tunesië ·
Zambia ·
Zimbabwe ·
Zuid-Afrika ·
Zuid-Korea ·
Zuid-Soedan
ZFA ·
Bondscoaches ·
Selecties · 
Topscorers · 
Zimbabwaans vrouwenelftal
1980 – 1989 · 
1990 – 1999 · 
2000 – 2009 · 
2010 – 2019 ·
2020 − 2029
1980 · 
1981 · 
1982 · 
1983 · 
1984 · 
1985 · 
1986 · 
1987 · 
1988 · 
1989 · 
1990 · 
1991 · 
1992 · 
1993 · 
1994 · 
1995 · 
1996 · 
1997 · 
1998 · 
1999 · 
2000 · 
2001 · 
2002 · 
2003 · 
2004 · 
2005 · 
2006 · 
2007 · 
2008 · 
2009 · 
2010 · 
2011 · 
2012 · 
2013 · 
2014 ·
2015 ·
2016 ·
2017 ·
2018 · 
2019 ·
2020 ·
2021 ·
2022 ·
2023
Algerije ·
Angola ·
Australië ·
Bahrein ·
Benin ·
Bosnië en Herzegovina · 
Botswana ·
Brazilië · 
Burkina Faso ·
Burundi ·
Centraal-Afrikaanse Republiek ·
China ·
Comoren ·
Congo-Brazzaville ·
Congo-Kinshasa ·
Djibouti ·
Egypte ·
Eritrea ·
Ethiopië ·
Gabon ·
Ghana ·
Guinee ·
Indonesië ·
Ivoorkust ·
Jordanië ·
Kaapverdië ·
Kameroen ·
Kenia ·
Koeweit ·
Lesotho ·
Liberia ·
Libië ·
Madagaskar ·
Malawi ·
Mali ·
Marokko ·
Mauritanië ·
Mauritius ·
Mozambique ·
Namibië ·
Nigeria ·
Oeganda ·
Oman ·
Rwanda ·
Qatar ·
Saoedi-Arabië ·
Senegal ·
Seychellen ·
Soedan ·
Somalië ·
Swaziland ·
Tanzania ·
Togo ·
Tunesië ·
Vietnam ·
Zaïre ·
Zambia ·
Zuid-Afrika · 
Zwitserland